# Mildred Bailey
Mildred Bailey, född Mildred Rinker 27 februari 1907 i Tekoa, Washington, död 12 december 1951 i Poughkeepsie, New York, var en amerikansk sångerska, framförallt populär på 1930-talet.

## Diskografi (urval)
Singlar
- 1931 – "Georgia on My Mind"
- 1932 – "I'll Never Be the Same"
- 1933 – "Lazybones"
- 1933 – "Heat Wave"
- 1935 – "Someday Sweetheart"
- 1935 – "Honeysuckle Rose"
- 1936 – "For Sentimental Reasons"
- 1936 – "More Than You Know"
- 1937 – "Trust in Me"
- 1937 – "Never in a Million Years"
- 1937 – "Rockin' Chair"
- 1938 – "Thanks for the Memory"
- 1938 – "Small Fry"
- 1938 – "My Reverie"
- 1939 – "I Don't Stand a Ghost of a Chance with You"
- 1939 – "The Lamp Is Low"
- 1939 – "I Thought About You"
- 1939 – "Darn That Dream"
- 1947 – "Almost Like Being in Love"